# Adam McQuaid
Pour les articles homonymes, voir McQuaid.
Adam McQuaid (né le 12 octobre 1986 à Charlottetown, dans la province de l'Île-du-Prince-Édouard au Canada) est un joueur professionnel canadien de hockey sur glace qui évolue au poste de défenseur. Il remporte la Coupe Stanley en tant que membre des Bruins de Boston de la Ligue nationale de hockey lors de la saison 2010-2011.

## Carrière
Adam McQuaid grandit à Cornwall dans la province de l'Île-du-Prince-Édouard ; il joue en 2002-2003 avec le Thunder de Cornwall puis rejoint les Wolves de Sudbury de la Ligue de hockey de l'Ouest lors de la saison suivante.
Il participe au repêchage d'entrée dans la Ligue nationale de hockey de 2005 et il est le deuxième choix des Blue Jackets de Columbus, qui choisissent Gilbert Brulé en sixième choix alors que McQuaid est le cinquante-cinquième.
Il ne rejoint pas les Blue Jackets et joue encore deux saisons avec les Wolves, ces derniers perdant en finale des séries éliminatoires lors de la saison 2006-2007. Lors du repêchage de 2007, il est échangé aux Bruins de Boston en retour d'un choix de repêchage.
Lors de la saison suivante, il rejoint les Bruins de Providence dans la Ligue américaine de hockey, l'équipe affiliée à Boston. Après deux saisons complètes dans la LAH, il fait ses débuts dans la LNH au cours de la saison 2009-2010. Il gagne sa place dans l'équipe de la LNH lors de la saison suivante et il aide son équipe à remporter la Coupe Stanley, le trophée remis au vainqueur des séries de la LNH. À la suite de la conquête de la Coupe, il a le droit de passer une journée entière avec le trophée et lorsqu'il rapporte la Coupe à Cornwall, le 28 août 2011 lui est dédié.
Le 26 juin 2015, il signe un nouveau contrat avec les Bruins de Boston pour une période de quatre ans pour une moyenne de 2,75 millions de dollars par année.
Le 11 septembre 2018, il est échangé aux Rangers de New York en retour de Steven Kampfer, d'un choix de 4e tour au repêchage de 2019 et d'un choix conditionnel de 7e tour.
Le 25 février 2019, il est échangé aux Blue Jackets de Columbus en retour du défenseur Julius Bergman et de choix de 4e et de 7e tour en 2019.
Le 17 janvier 2021, McQuaid prend sa retraite de la LNH.

## Statistiques
| Saison     | Équipe                   | Ligue      |     | Saison régulière | Saison régulière | Saison régulière | Saison régulière | Saison régulière |   | Séries éliminatoires | Séries éliminatoires | Séries éliminatoires | Séries éliminatoires | Séries éliminatoires |
| Saison     | Équipe                   | Ligue      | PJ  | B                | A                | Pts              | Pun              | PJ               | B | A                    | Pts                  | Pun                  |                      |                      |
| 2003-2004  | Wolves de Sudbury        | LHO        | 47  | 3                | 6                | 9                | 25               | 7                | 0 | 1                    | 1                    | 2                    |                      |                      |
| 2004-2005  | Wolves de Sudbury        | LHO        | 66  | 3                | 16               | 19               | 98               | 8                | 0 | 2                    | 2                    | 10                   |                      |                      |
| 2005-2006  | Wolves de Sudbury        | LHO        | 68  | 3                | 14               | 17               | 107              | 10               | 0 | 1                    | 1                    | 16                   |                      |                      |
| 2006-2007  | Wolves de Sudbury        | LHO        | 65  | 9                | 22               | 31               | 110              | 21               | 1 | 5                    | 6                    | 24                   |                      |                      |
| 2007-2008  | Bruins de Providence     | LAH        | 68  | 1                | 8                | 9                | 73               | 10               | 0 | 0                    | 0                    | 9                    |                      |                      |
| 2008-2009  | Bruins de Providence     | LAH        | 78  | 4                | 11               | 15               | 141              | 16               | 0 | 3                    | 3                    | 26                   |                      |                      |
| 2009-2010  | Bruins de Providence     | LAH        | 32  | 3                | 7                | 10               | 66               | -                | - | -                    | -                    | -                    |                      |                      |
| 2009-2010  | Bruins de Boston         | LNH        | 19  | 1                | 0                | 1                | 21               | 9                | 0 | 0                    | 0                    | 6                    |                      |                      |
| 2010-2011  | Bruins de Boston         | LNH        | 67  | 3                | 12               | 15               | 96               | 23               | 0 | 4                    | 4                    | 14                   |                      |                      |
| 2011-2012  | Bruins de Boston         | LNH        | 72  | 2                | 8                | 10               | 99               | -                | - | -                    | -                    | -                    |                      |                      |
| 2012-2013  | Bruins de Boston         | LNH        | 32  | 1                | 3                | 4                | 60               | 22               | 2 | 2                    | 4                    | 10                   |                      |                      |
| 2013-2014  | Bruins de Boston         | LNH        | 30  | 1                | 5                | 6                | 69               | -                | - | -                    | -                    | -                    |                      |                      |
| 2014-2015  | Bruins de Boston         | LNH        | 63  | 1                | 6                | 7                | 85               | -                | - | -                    | -                    | -                    |                      |                      |
| 2015-2016  | Bruins de Boston         | LNH        | 64  | 1                | 8                | 9                | 89               | -                | - | -                    | -                    | -                    |                      |                      |
| 2016-2017  | Bruins de Boston         | LNH        | 77  | 2                | 8                | 10               | 71               | 2                | 0 | 1                    | 1                    | 0                    |                      |                      |
| 2017-2018  | Bruins de Boston         | LNH        | 38  | 1                | 3                | 4                | 62               | 12               | 1 | 1                    | 2                    | 0                    |                      |                      |
| 2018-2019  | Rangers de New York      | LNH        | 36  | 2                | 3                | 5                | 33               | -                | - | -                    | -                    | -                    |                      |                      |
| 2018-2019  | Blue Jackets de Columbus | LNH        | 14  | 1                | 1                | 2                | 9                | -                | - | -                    | -                    | -                    |                      |                      |
| Totaux LNH | Totaux LNH               | Totaux LNH | 512 | 16               | 57               | 73               | 694              | 68               | 3 | 8                    | 11                   | 30                   |                      |                      |

## Trophées et honneurs personnels
- 2010-2011 : remporte la Coupe Stanley avec les Bruins de Boston